# Regan Poole
Regan Leslie Poole (Cardiff, 18 juni 1998) is een Welsh voetballer die bij voorkeur als centrale verdediger speelt. Hij tekende in 2015 bij Manchester United.

## Clubcarrière
Poole werd geboren in de Welshe hoofdstad Cardiff en sloot zich in de jeugdacademie van Cardiff City aan. In 2014 trok hij naar Newport County. Op 20 september 2014 debuteerde de centrumverdediger op zestienjarige leeftijd in de Football League Two tegen Shrewsbury Town. In zijn debuutseizoen speelde hij elf competitieduels. In september 2015 tekende Poole bij Manchester United.

## Interlandcarrière
Poole speelde zes interlands voor Wales –17